# Esqueletos bailarines de Simbu
Los esqueletos bailarines de Simbu es considerada una de las diez tribus más extrañas del mundo. Geográficamente se encuentran en la provincia de Simbu, en Papúa Nueva Guinea. Viven en un clima templado en los valles de las toscas montañas, a una altura aproximadamente de 1600 y 2400 metros. Estéticamente presentan una apariencia terrorífica basada en esqueletos, pues históricamente la tribu surge con la necesidad de defenderse de otras tribus enemigas en un país muy disputado y territorial. A pesar de ser una tribu comunitaria, donde cada persona ejerce un papel importante para la supervivencia del grupo, muchas investigaciones realizadas confirman que esta tribu vive en casa separadas según el género (hombres y mujeres). Como método de supervivencia se basan de la agricultura y de la caza de animales salvajes.
Etc
Sus bailes son una costumbre que tienen en su tradición. Puede que tengan una simbología religiosa, pero es difícil demostrarlo, pues apenas tenemos información antropológica de esta espectacular tribu, no obstante sabemos que gran parte de sus bailes suelen ser atraídos por el turismo de ahí el nombre que la sociedad ha acuñado a la tribu.
- Datos: Q24960238